# 邦尼韦尔 (肯塔基州)
邦尼韦尔（英語：Bonnieville），是美国肯塔基州的一座城市。面积约为1.6平方公里（0.6平方英里）。根据2010年美国人口普查，该市的人口为255人。